# Bad Honnef
Bad Honnef (do 1960 Honnef) – miasto uzdrowiskowe w Niemczech, w kraju związkowym Nadrenia Północna-Westfalia, w rejencji Kolonia, w powiecie Rhein-Sieg. W 2010 r. liczyło 25 213 mieszkańców.

## Gospodarka
W mieście rozwinął się przemysł chemiczny oraz elektroniczny.

## Współpraca
Miejscowości partnerskie:
- Berck, Francja
- Cadenabbia, Włochy
- Ludvika, Szwecja
- Wittichenau, Saksonia